# نظرية التلف
تقترح نظرية التلف أن الذاكرة تضمحل بمجرد مرور الزمن. لذلك يقل توفر المعلومات عند استرجاعها لاحقا، بينما يمضي الزمن وتبلى الذاكرة وتبلى قوتها. عندما نتعلم شيء جديد، يتم تكوين كيميائيات عصبية (مسار الذاكرة)، ولكن هذا المسار يتحلل ببطيء بمرور الزمن. والعامل الرئيسي في التصدي لهذا التدهور الزمني هو مراجعة المعلومات. وهناك اعتقاد سائد أن الخلايا العصبية تموت تدريجيا كلما تقدمنا في العمر، ولكن بعض الذكريات القديمة قد تكون أقوى من أغلب الذكريات الحديثة. وبالتالي، فإن نظرية التلف تؤثر غالبا على نظام الذاكرة قصيرة المدى، مما يعني أن الذكريات الأقدم (في الذاكرة طويلة المدى) تكون عادة أكثر تصديا للصدمات والهجمات الجسدية على الدماغ. ويعتقد أيضا أن مرور الزمن وحده لا يسبب النسيان، وأن على نظرية التلف أن تأخذ في عين الاعتبار بعض العمليات التي تحدث بينما يمر الزمن.

## تاريخها
كان أول من ابتدع مصطلح (نظرية التلف) هو إدوارد ثورنديك في كتابه علم النفس التربوي في عام 1914. ويعرض ببساطة بأنه إذا لم يستدعي الشخص أو يستخدم صور الذكريات التي كونها، فمسار الذاكرة سيتلاشى أو يتلف عبر الزمن. وبنيت هذه النظرية على عمل الذاكرة المبكر لهيرمان ابنجهاوس في أواخر القرن التاسع عشر. وفي نظرية التدخل نقد فيها ماكجيوش نظرية التلف لثورنديك نقدا مجحفا، مما أدى إلى التخلي عن نظرية التلف حتى أواخر الخمسينيات عندما أظهرت دراسات جون براون وبينرسونز دليلا على وجود التلف بسبب عامل الزمن. وذلك بتعبئة مدة الاستبقاء بالعد تنازليا بعد كل ثلاثة أرقام من رقم معين، وأدى هذا إلى مايعرف اليوم بنموذج براون-بيترسونز. نقدت هذه النظرية مرة أخرى، وهذه المرة كانت بورقة لكيبل وأندرود اللذين تعزى إليهم نتائج التدخل الفعال. وحاولت دراسات رتيمان في السبعينيات إنعاش نظرية التلف بتفسير بعض الالتباسات التي انتقداها كيبل وأندرود، وسرعان ما وجد روديجر مشكلات في هذه الدراسات وطرائقها. وحاول هاريس أن يبني قضية لنظرية التلف باستخدام النغمات بدلا من قوائم الكلمات، وكانت نتائجه متطابقة ، بانية بذلك قضية لنظرية التلف. وبالإضافة، استخدم ماكون مهام الذاكرة الضمنية بدلا من المهام الصريحة لمواجهة المشكلات المربكة. وقدمت إثباتا لنظرية التلف، ولكن النتائج تداخلت أيضا مع آثار التدخل. وإحدى أكبر انتقادات نظرية التلف هو أنه لا يمكن تفسيرها كآلية، وهذا هو الاتجاه الذي سيسري عليه هذا البحث.

## متناقضات
لا يتفق الباحثون عن ما إذا كانت الذاكرة تبلى بمجرد مرور الزمن (كما في نظرية التلف)، أو تبعا لتداخل الأحداث اللاحقة (كما في نظرية التدخل).  وعادة ما تميل الإثباتات إلى تفضيل التلف المرتبط بالتدخل على التلف الزمني، ومع ذلك فهذا يختلف عند الأخذ بعين الاعتبار نظام ذاكرة معين.

### الذاكرة قصيرة المدى
وفي نظام الذاكرة قصيرة المدى فتؤيد الإثباتات نظرية التداخل في تفسير النسيان. وبناء على تحكم باحثين مختلفين بكمية الوقت
ما بين مراحل حفظ واستذكار مشارك ما، لا نكاد نجد تأثيرا على كمية الأشياء التي استطاعوا تذكرها. وبالنظر على حدة إلى
الذاكرة اللفظية قصيرة المدى ضمن الدراسات التي تتحكم باستخدام المشاركين لعمليات التدريب، فيوجد أثر ضئيل للتلف الزمني مع
أثر أكبر بكثير منه لتلف التدخل. ولم يوجد في الدراسات الحالية لسلسلة من مهام الاستذكار دليل على التلف الزمني في الذاكرة
اللفظية قصيرة المدى. وبالنسبة إلى أثر طول الكلمة في الذاكرة قصيرة المدى، والذي يبين أن قائمات الكلمات الطويلة أصعب في
الاستذكار من قائمات الكلمات القصيرة، يختلف الباحثون في أن التداخل يلعب دورا كبيرا؛ بسبب اختلاط طول نطق كلمة ما مع سمات كلمة أخرى.

### الذاكرة العاملة
ونوقشت كلا النظريتان بالتساوي في الذاكرة العاملة. وإحدى الحالات التي يظهر فيها نقاشا مستفيضا هي ضمن مهمة الفترة المعقدة للذاكرة العاملة، حيث تستبدل مهمة معقدة بترميز أشياء للتذكر. وبأنه إما كمية الوقت التي تقضى لأداء هذه المهمة، أو كمية التدخل التي تحويها هذه المهمة تسبب التلف. وعرض أيضا نموذج تقاسم موارد مبني على الوقت، بأن التلف الزمني يحدث عندما يلقى الانتباه بعيدا عن عن أي معلومة يتم تذكرها، وتشغر بمعالجة المعلومات. وتعطي هذه النظرية الفضل للمراجعة الفعالة للمعلومات، لأن تجديد الأشياء للتذكر يلقي الانتباه مرة أخرى على المعلومات لتذكرها؛ لكي تحسن معالجتها وتخزينها في الذاكرة. لأن المعالجة والمحافظة كلاهما مكونات مهمة للذاكرة العاملة، وعلى كلا العمليتان أن تأخذان على عين الاعتبار عند تحديد أي نظرية من نظريتان النسيان هي الأصح. ويقترح الباحثون أيضا أن أهمية معلومة أو حدث ما قد تلعب دورا أساسيا. وقد تضمحل
الذاكرة العاملة عند الاستعداد لمعلومة أو حدث مهمان، وهذا يعني أنه إذا كان هناك شيء يعني لشخص ما الكثير، فعلى الأرجح أن لاينساه بسرعة.

### تفاعل النظام
قد توجد هذه التناقضات بسبب صعوبة إجراء التجارب التي تركز فقط على مرور الزمن كمسبب للتلف، باستثناء التفسيرات البديلة. ولكن، عند النظر بتمعن إلى المطبوعات بشأن نظرية التلف، تظهر تناقضات عبر عدة دراسات وباحثين، مما يصعب التحديد بدقة أي منهما بالفعل يلعب دورا كبيرا ضمن الأنظمة المتنوعة للذاكرة. وقد يحتج أيضا بأن التلف الزمني والتدخل كلاهما يلعبان دورين متساويين في النسيان، إلى جانب النسيان المحفز ونظرية فشل الاستعادة.

## توجهات مستقبلية
التنقيحات في نظرية التلف تجرى اليوم في البحوث. وبالرغم من أنها نظرية بسيطة وبديهية، لكنها مثيرة للجدل. وطالما ردت نظرية التلف كآلية للنسيان طويل المدى، والآن، دورها في النسيان قصير المدى في موضع التساؤل. بساطة النظرية تعمل ضدها، بحيث أن الاثباتات الداعمة لها دائما ما تترك مجالا لتفسيرات بديلة. وواجه الباحثون صعوبات كثيرة في خلق تجارب يمكنها تعيين التلف كآلية مثبته للنسيان. ودائما ما تكون الدراسات الحالية محدودة القدرات في اثبات التلف، بسبب الأدلة المحيرة كآثار الانتباه وعملية التدخل.

### نظريات هجينة
وفقا لنيرن (2002)، يجب أن يكون مستقبل نظرية التلف هو تطور نظريات هجينة تدمج مقومات النموذج الأساسي بينما تفترض أيضا أن إشارات الاستعادة تلعب دورا هاما في الذاكرة قصيرة المدى. وبتوسيع منظور هذه النظرية، سيصبح من المحتمل تفسير التناقضات والمشكلات التي وجدت في التلف الزمني.

### دليل عصبي
اتجاه آخر للبحث في المستقبل هو ربط نظرية التلف بالأدلة العصبية السليمة. وبينما تترك أغلب الأدلة الحالية للتلف مجالا للتفسيرات البديلة، الدراسات التي تشير إلى أساس عصبي لفكرة التلف ستقدم للنظرية دعما ثابتا جديدا. واكتشف جونايدز وآخرون (2008) وجود عصبي للتلف في اختبارات تبين انخفاض عام في نشاط المناطق الخلفية خلال فترة تأخير. وبالرغم من أن هذا الانخفاض لم يوجد أنه مرتبطا بقوة بالأداء، هذا الاثبات هي نقطة بداية في ربط العلاقات بين التلف والتصوير العصبي. ويسلط نموذج، مقترح لدعم التلف بدليل عصبي، الضوء على الأنماط التي تطلقها الخلايا العصبية عبر الوقت. وتسقط الأنماط العصبية التي تشكل التمثيل المستهدف من التزامن عبر الزمن إلا إذا أعيد وضعهم. وينظر إلى عملية إعادة أوضاع الأنماط كمراجعة، وفي غياب المراجعة يقع النسيان. وينبغي أن يخضع النموذج المقترح لمزيد من الاختبارات ليكسب الدعم، ويجلب دليلا عصبيا ثابتا لنظرية التلف.